# Etihad Airways
Thành lập năm 2003, Etihad Airways (tiếng Ả Rập: الإتحاد, ʼal-ʻitiħād) là một trong hai hãng hàng không quốc gia của Các tiểu vương quốc Ả Rập thống nhất (Hãng còn lại là Emirates). Etihad đóng ở Abu Dhabi, thủ đô của Các tiểu vương quốc Ả Rập thống nhất.
Etihad là viết tắt của tiếng Ả Rập الإمارات العربية المتحدة – Các tiểu vương quốc Ả Rập thống nhất. Hãng này cung cấp dịch vụ bay nối với Trung Đông, châu Âu, tiểu lục địa Ấn Độ, Bắc Mỹ, Viễn Đông, châu Phi, Trung Á, và châu Đại Dương. Cơ sở chính đóng ở Sân bay quốc tế Abu Dhabi.
Năm 2008, hãng này vận chuyển hơn 6 triệu lượt khách, so với con số 340.000 khi hãng hoạt động đầy đủ năm 2004.
Hãng đang là đối tác vận chuyển và tài trợ cho CLB Manchester City F.C.

## Dịch Covid-19

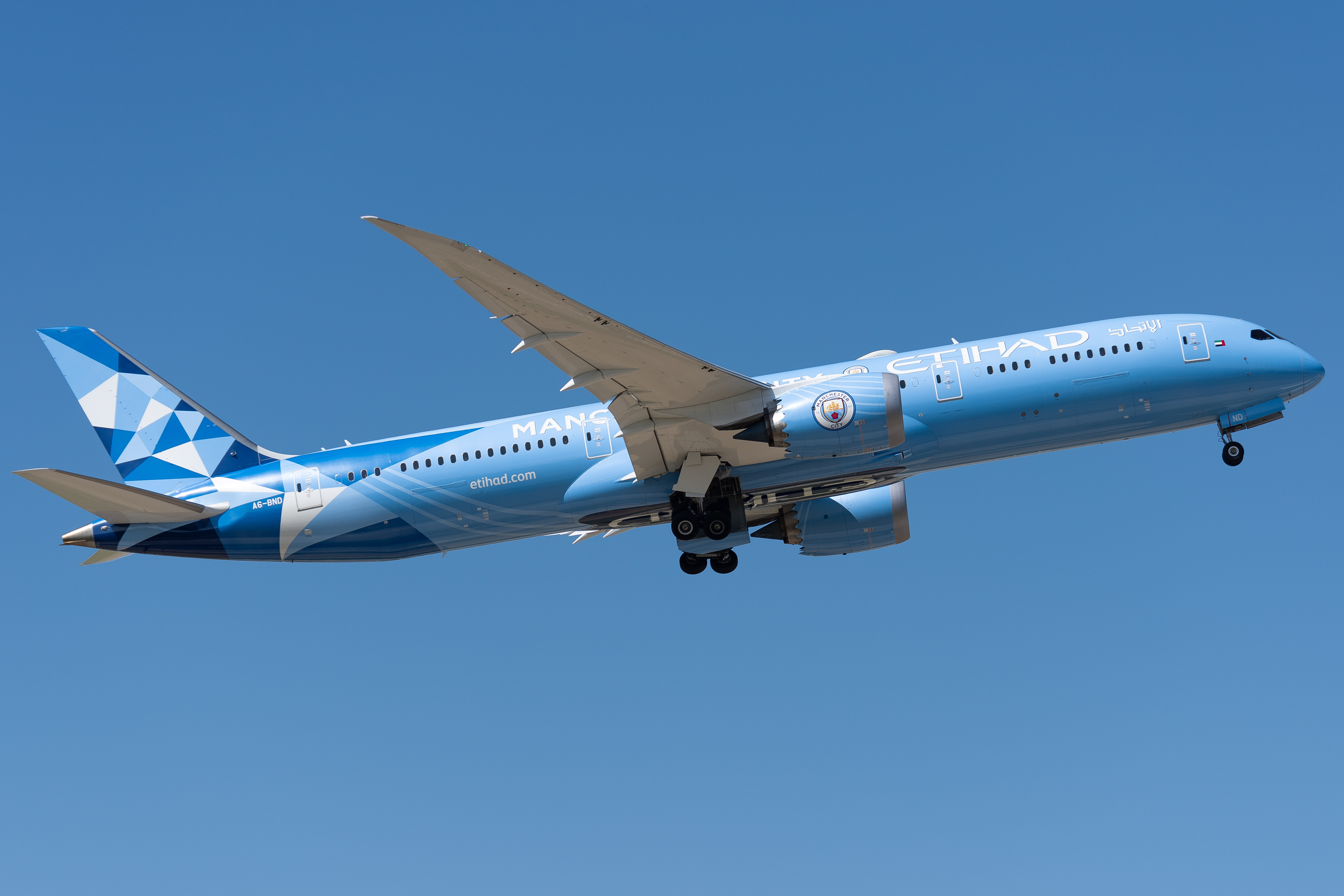
Boeing 787-9 tài trợ cho CLB Manchester City FC

Có tin đồn cho rằng Etihad Airways đang xem xét hủy bỏ tất cả các đơn đặt hàng Airbus A350 còn lại của mình và ngừng hoạt động toàn bộ đội bay Airbus A380 do có nhiều thiệt hại tài chính hơn do Đại dịch COVID-19 gây ra. Giám đốc điều hành của Etihad, Tony Douglas cho biết đội bay Airbus A380 của Etihad rất có thể sẽ không hoạt động phục vụ hành khách nữa và do đó có khả năng bị rút lại chỉ sau 7 năm phục vụ. Động thái này sẽ khiến Etihad trở thành nhà khai thác Airbus A380 thứ ba từ bỏ đội bay Airbus A380 của mình sau Air France-KLM là nhà khai thác Airbus A380 đầu tiên nghỉ hưu, tiếp theo là Hi Fly Malta. Tuy nhiên, đến ngày 26/5/020, Etihad xác nhận rằng hãng sẽ không hủy các đơn đặt hàng Airbus A350 còn lại và có kế hoạch tiếp tục các đơn đặt hàng này. Hãng hàng không cũng xác nhận rằng họ không có kế hoạch chuyển đội bay Airbus A380 của mình đi nghỉ hưu sớm như Air France-KLM, bất chấp Đại dịch COVID-19.
Tuy nhiên, kể từ tháng 10/2020, một số nguồn tin cho biết Airbus A380 vẫn có khả năng bị nghỉ hưu sớm do sự thay đổi của thị trường máy bay và nhu cầu do Đại dịch COVID-19 gây ra. Giám đốc điều hành của Etihad Airways Tony Douglas đã gọi Airbus A380 là một người khổng lồ khuyết tật kém hiệu quả nặng nề bởi hai động cơ quá nhiều. Tony Douglas cũng nói rằng các máy bay phản lực đôi tầm xa nhỏ hơn như Boeing 777X, Boeing 787 và Airbus A350 có thể thực hiện công việc hiệu quả và bền bỉ hơn nhiều so với A380.
Tháng 2/2021, Etihad Airways đã tiêm phòng cho tất cả các phi công và tiếp viên của mình. Etihad là hãng hàng không đầu tiên trên thế giới tiêm phòng cho tất cả các phi công và tiếp viên.
Vì hầu hết các chuyến bay của Etihad đều bị ngừng hoạt động trong khoảng thời gian từ tháng 3 đến tháng 6 năm 2020, hãng đã báo lỗ hoạt động chính là 1,7 tỷ đô la vào năm 2020. Đồng thời, lưu lượng hành khách của hãng giảm 76% xuống còn 4,2 triệu.

## Thỏa thuận hợp tác chia chỗ
Etihad có các thỏa thuận chia chỗ với các hãng hàng không sau (thời điểm tháng 5/2021):
| - Air Astana - Aer Lingus - Aerolíneas Argentinas - Air Canada - Air Europa - Air France - Air Malta - Air New Zealand - Air Serbia - Air Seychelles - airBaltic - Alitalia - All Nippon Airways | - Asiana Airlines - Avianca - Azerbaijan Airlines - Bangkok Airways - Belavia - Brussels Airlines - Czech Airlines - EgyptAir - El Al - Flybe - Garuda Indonesia - Gulf Air - Hong Kong Airlines | - JetBlue - Kenya Airways - KLM - Korean Air - kulula.com - Lufthansa - Malaysia Airlines - Middle East Airlines - Oman Air - Pakistan International Airlines - Precision Air - Royal Air Maroc - Royal Jordanian | - S7 Airlines - Saudi Arabian Airlines - Scandinavian Airlines - SNCF - Swiss International Air Lines - SriLankan Airlines - TAP Portugal - Turkish Airlines - Vietnam Airlines - Virgin Australia |

## Đội tàu bay

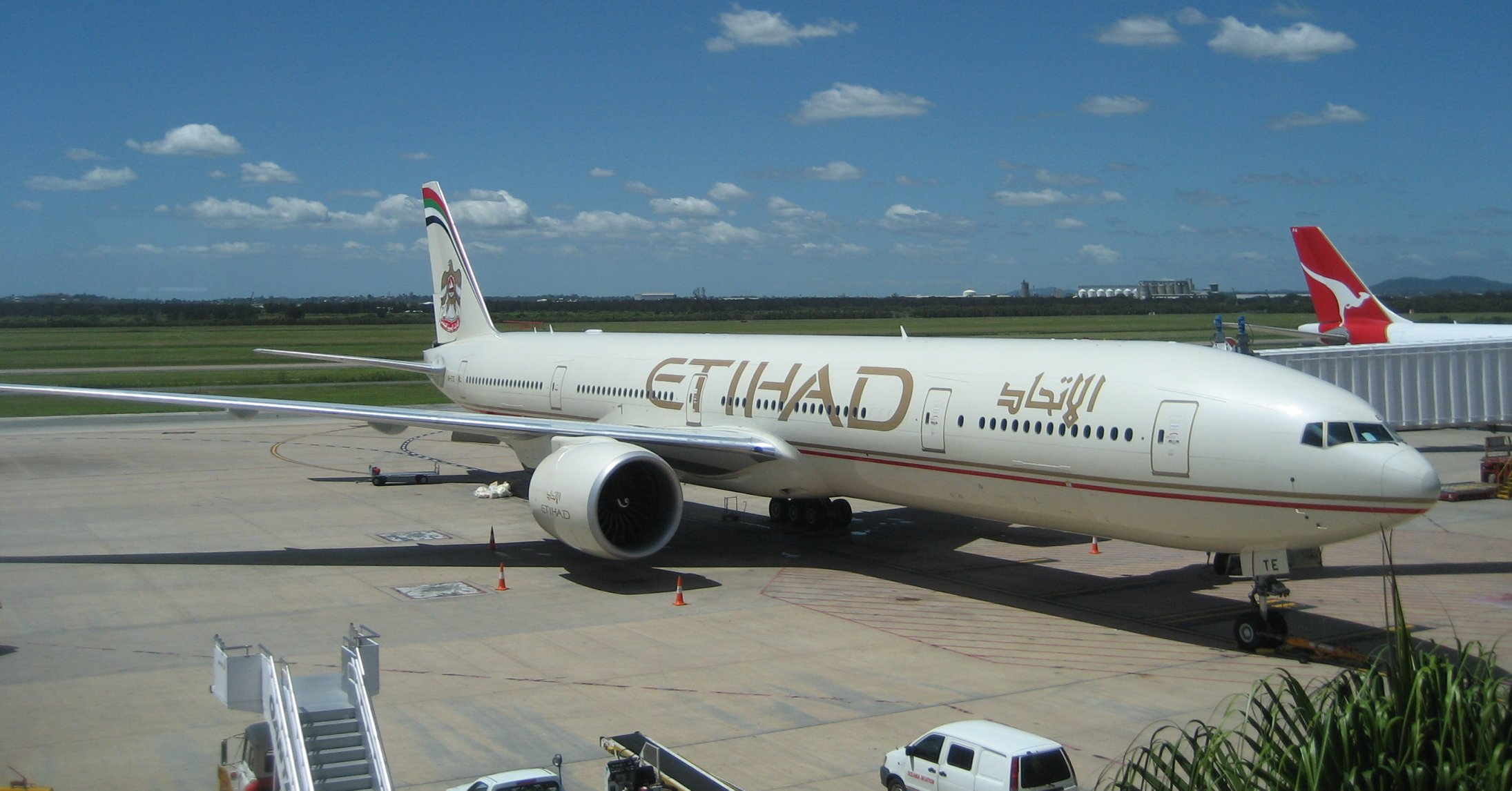
Boeing 777-300ER tại Sân bay Brisbane

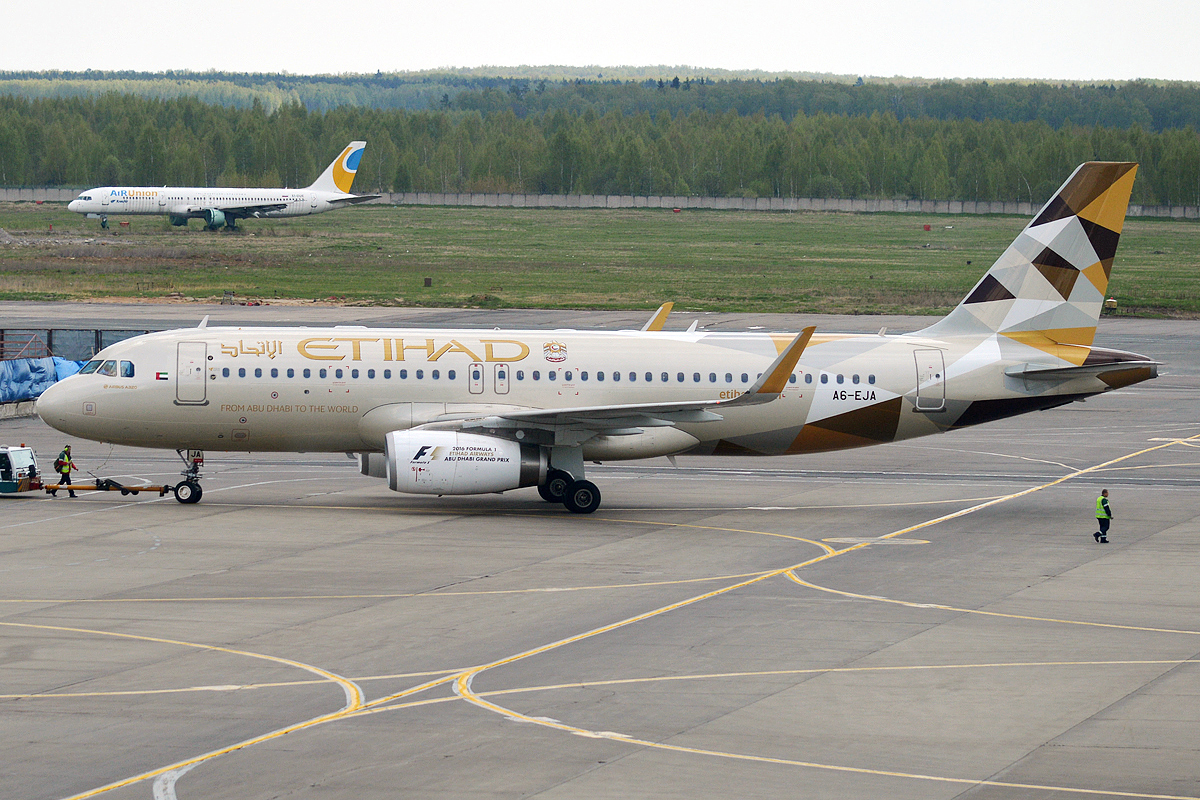
Airbus A320

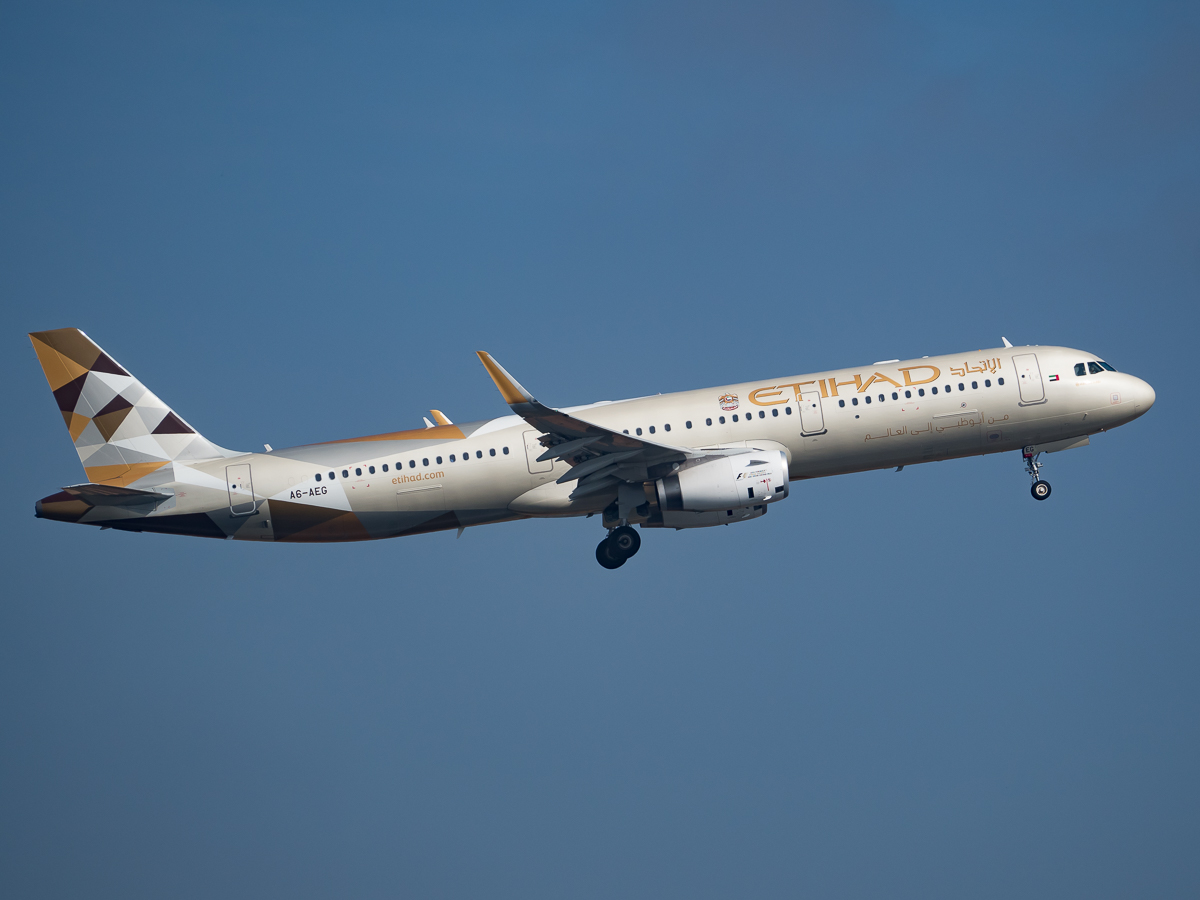
Airbus A321 tại Sân bay quốc tế Bengaluru

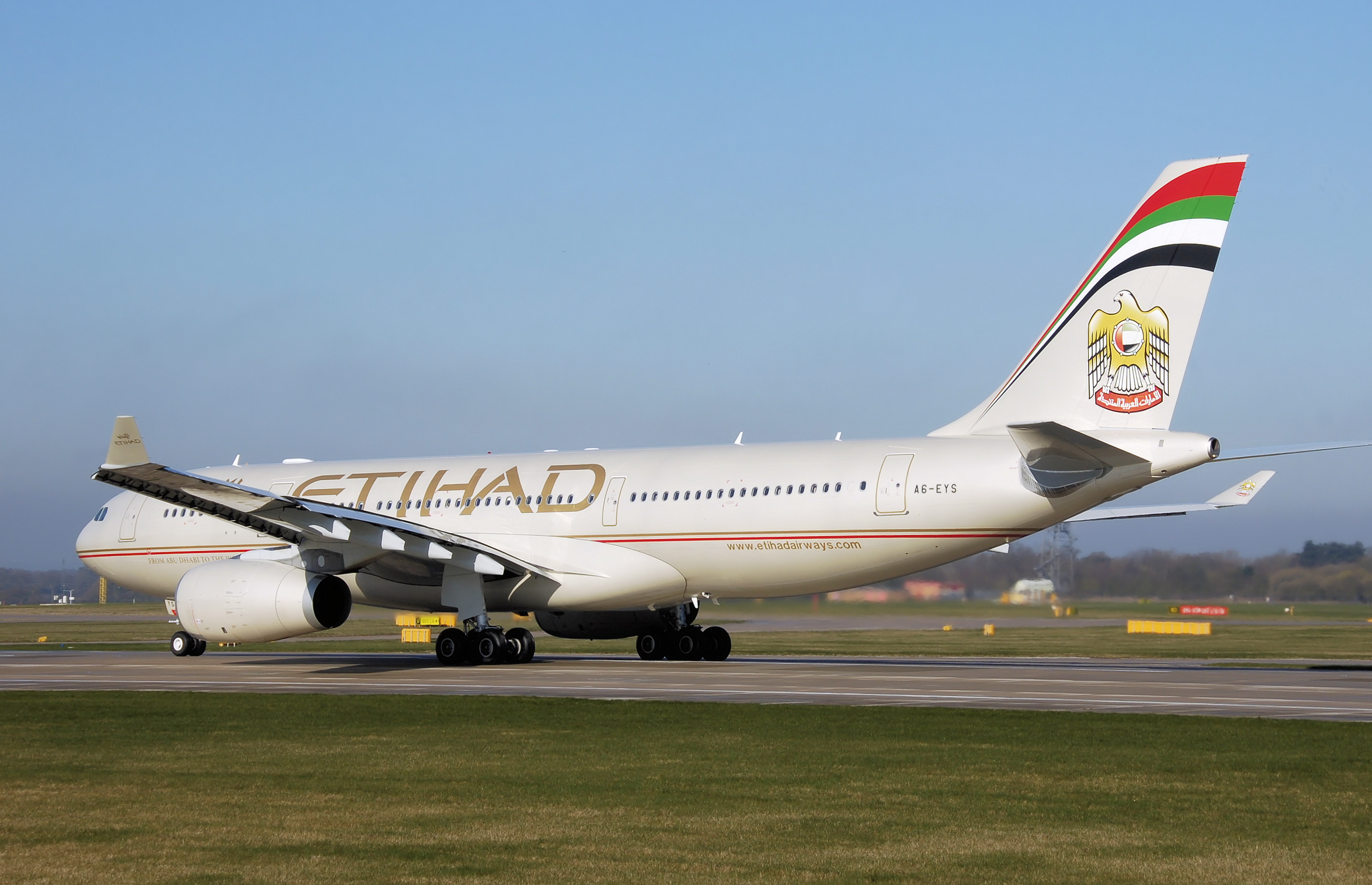
Airbus A330-200 ở Sân bay Manchester

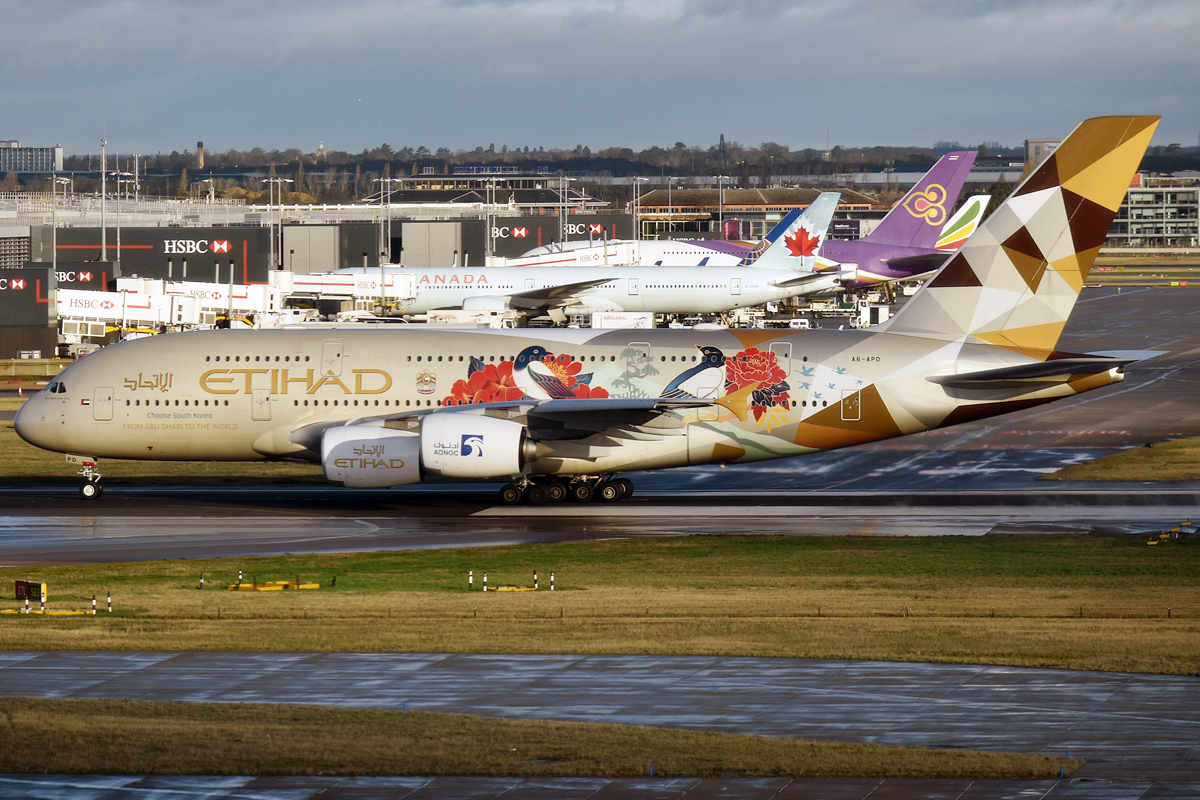
Airbus A380 Choose South Korea livery

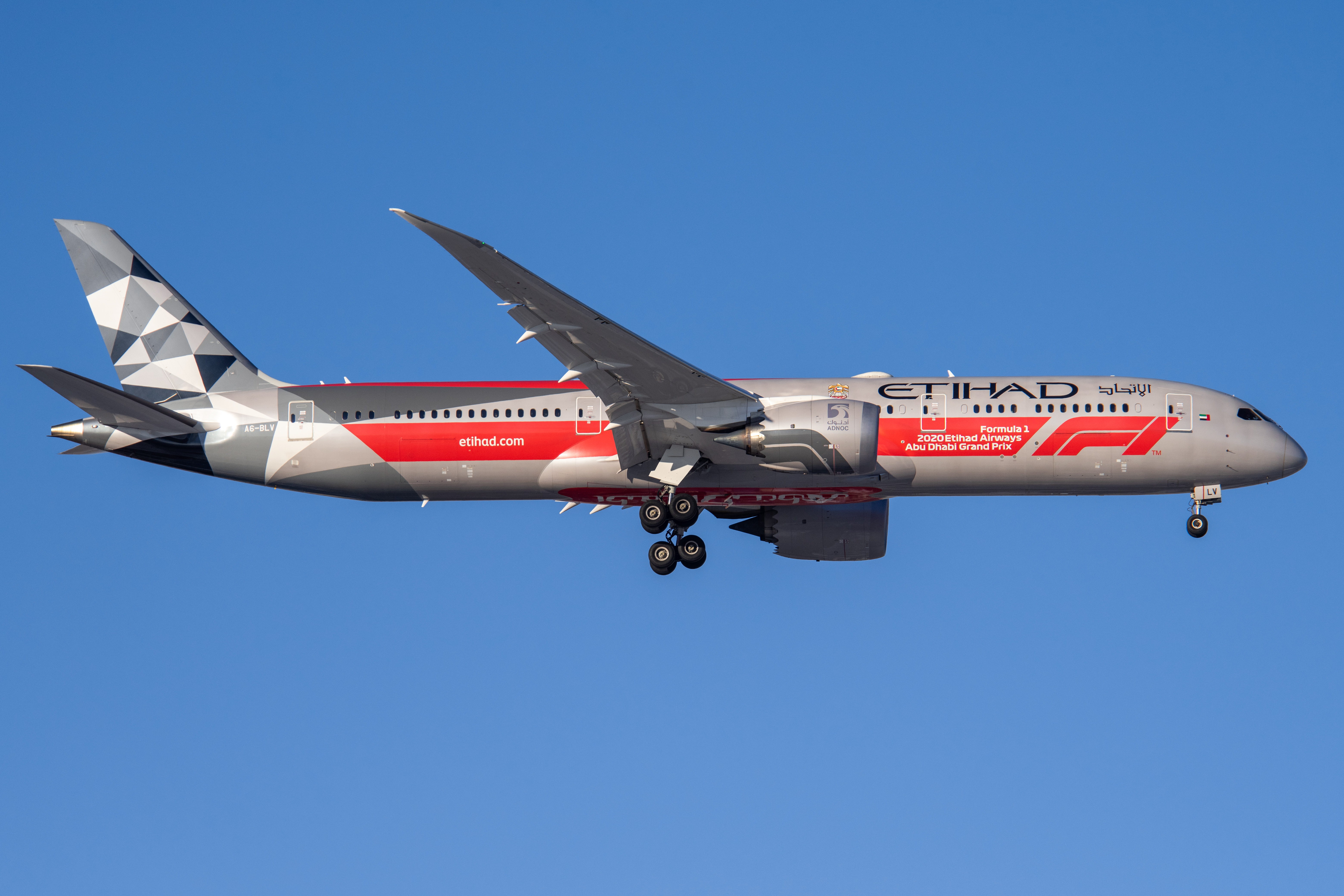
Boeing 787-9 quảng bá giải đua F1 2020 Abu Dhabi Grand Prix

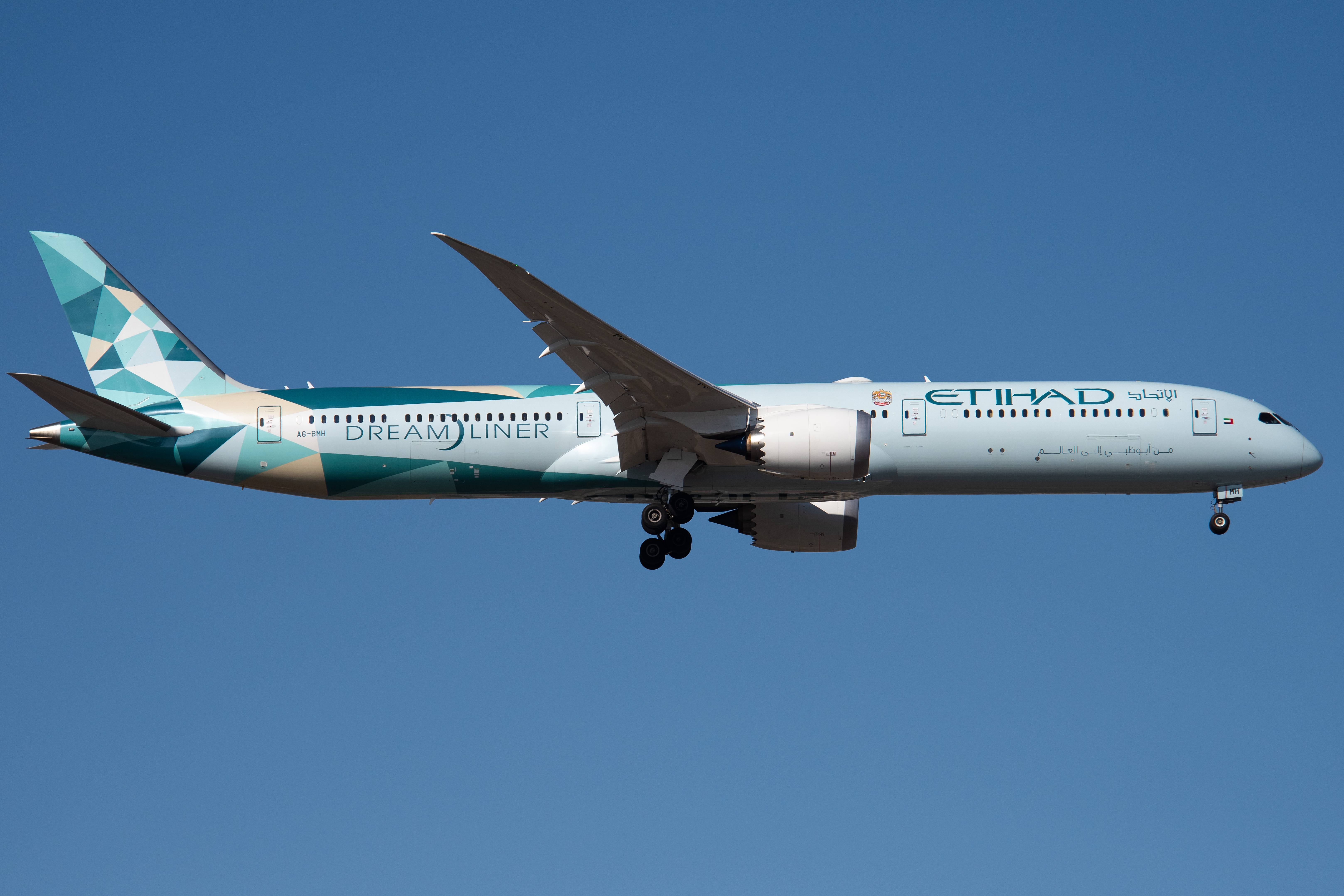
Boeing 787-10 mang màu sơn Greenliner

Tháng 2/2019, Etihad đã thông báo về việc hủy đơn đặt hàng lớn đối với cả máy bay Airbus và Boeing. Hãng hàng không đã chấm dứt hợp đồng đối với tất cả 42 Airbus A350-900, 2 Airbus A350-1000 và 19 trong số 24 chiếc Boeing 777X
Tính đến tháng 6/2024:
Các tàu bay mang màu sơn đặc biệt: FROM ABU DHABI TO THE WORLD
_ Airbus A320: A6-EIB: FORMULA 1 ETIHAD ABU DHABI GRAND PRIX
_ Airbus A330-200: A6-EYE: Manchester City Football Club
_ Airbus A330-300: A6-AFA: Visit Abu Dhabi 2014; 2015; 2016; 2017; 2018; 2019
_ Airbus A340-600: A6-EHJ: ABU DHABI GRAND PRIX 2016 Formula 1
_ Airbus A380:
+ A6-APD: Choose South Korea
+ A6-APE: Choose the United Kingdom
+ A6-APH: 2018 YEAR OF ZAYED
_ Boeing 777-200LR: A6-DDE: YEAR OF ZAYED
_ Boeing 787-9:
+  A6-BLA; A6-BLR: Choose Singapore
+ A6-BLC; A6-BLE: Choose the USA
+ A6-BLF: Choose China
+ A6-BLG: SPECIAL OLYMPICS ABU DHABI 2019 WORLD GAMES
+ A6-BLH; A6-BLT: Choose Italy
+ A6-BLI; A6-BLN: Choose Saudi Arabia
+ A6-BLJ; A6-BLO: Choose Thailand
+ A6-BLK; A6-BLS: Choose Japan
+ A6-BLM: HAPPY 11.11 GLOBAL SHOPPING FESTIVAL 2017
+ A6-BLV: FORMULA 1 2021 ETIHAD AIRWAYS ABU DHABI GRAND PRIX
+ A6-BND: Manchester City
_ Boeing 787-10
+ A6-BMD: Choose China
+ A6-BMH: Greenliner
Các ghế nôi dành cho trẻ sơ sinh:
_Boeing 777-300ER:
+ Cấu hình 402 ghế: 2 ghế hàng 5 (Business); 4 ghế trước hàng 15, 2 ghế trước hàng 28 và 2 ghế trước hàng 42 (Economy)
+ Cấu hình 370 ghế: 2 ghế hàng 5 và 4 ghế hàng 12 (Business); 2 ghế trước hàng 28 và 2 ghế trước hàng 42 (Economy)
+ Cấu hình 328 ghế: 2 ghế hàng 7 (Business); 4 ghế trước hàng 15, 2 ghế trước hàng 18 và 2 ghế trước hàng 33 (Economy)
_Boeing 787-9:
+ Cấu hình 272 ghế: 4 ghế hàng 11 (Business); 4 ghế trước hàng 15 và 2 ghế trước hàng 31 (Economy)
+ Cấu hình 208 ghế: 2 ghế hàng 2 (First); 4 ghế sau hàng 10 (Business); 3 ghế trước hàng 15 và 1 ghế trước hàng 23 (Economy)
_Boeing 787-10: 4 ghế sau hàng 11 (Business); 3 ghế trước hàng 15 và 1 ghế trước hàng 32 (Economy)
_Airbus A320-200:
+ Cấu hình 152 ghế: 2 ghế hàng 1 (Business); 2 ghế trước hàng 6 (Economy)
+ Cấu hình 130 ghế: 2 ghế hàng 1 (Business); 2 ghế trước hàng 6 (Economy)
_Airbus A321-200: 2 ghế hàng 1 (Business); 2 ghế trước hàng 6 (Economy)

## Dịch vụ suất ăn đặc biệt

### Kiểu tôn giáo
Hindu meal (non-vegetarian) (HNML): Gồm thịt cừu, thịt gà, cá, trứng và các sản phẩm từ sữa. Bữa ăn không chứa thịt bò. Tùy theo khu vực mà sẽ có độ cay cho suất ăn.
Kosher meal (KSML): Yêu cầu đặt trước 72 giờ. Chứa thịt của các loài động vật có móng chẻ và nhai cườm, hoặc các loài cá có cả vây và vảy. Phần ăn có thêm trái cây và rau quả. 

### Người có bệnh lý nền
Asian vegetarian meal (AVML): Đa dạng các loại trái cây, rau và các sản phẩm từ sữa. Không chứa bất kỳ loại thịt, cá hoặc trứng. Tùy theo khu vực mà sẽ có độ cay phù hợp cho suất ăn.
Bland meal (BLML): Chủ yếu là thức ăn mềm dễ tiêu hóa như khoai tây nghiền, rau bina, trứng luộc mềm, thịt luộc, bánh mì nướng và các sản phẩm từ sữa. Phần ăn không chứa gia vị, hành hoặc tỏi và thực phẩm nướng, chiên hoặc cay. Phần ăn phù hợp dành cho những người thích ăn nhạt.
Diabetic meal (DBML): Bữa ăn thích hợp cho người bị bệnh tiểu đường do không chứa bất kì thành phần nào từ đường. Chứa muối tối thiểu, các sản phẩm ít chất béo, trái cây và rau quả nhiều chất xơ.
Fruit platter (FPML): Phần ăn sẽ toàn bộ là trái cây.
Gluten free meal (GFML): Chứa thịt, gia cầm, cá, gạo, trái cây và rau, ngô, khoai tây, các sản phẩm từ sữa, sô cô la, đậu khô và đậu Hà Lan. Gia vị nêm nếm chứa muối và hạt tiêu, thảo mộc và gia vị, đường và chất bảo quản, bơ thực vật, bột sắn và dầu thực vật.
Vegetarian lacto-ovo meal (VLML): Chứa các sản phẩm từ sữa. Không chứa bất kỳ sản phẩm thịt hoặc thịt, cá, gia cầm hoặc các sản phẩm có mỡ lợn hoặc gelatine. phần ăn thích hợp cho những người không ăn thịt của bất kỳ loại nào nhưng có thể dùng sữa và các sản phẩm pho mát.
Low-calorie meal (LCML): Gồm thực phẩm với nhiều thức ăn thô chứa ít chất béo và carbohydrate. Không chứa đường, kem, nước sốt, sốt mayonnaise hoặc các loại thịt béo. Phần ăn thích hợp cho những người ăn kiêng hoặc ít calo.
Low fat / low cholesterol meal (LFML): Phần ăn chứa bơ thực vật, pho mát, lòng trắng trứng, cơm luộc, khoai tây, thịt nạc, cá, bánh mì nguyên cám, ngũ cốc và trái cây.
Low sodium meal (LSML): Không chứa muối, bột ngọt và bột baking soda.
Lactose-free meal (NLML): Chứa xà lách, thức ăn thô, mì pasta, cơm, cá hoặc thịt. Không chứa sữa và các sản phẩm từ sữa, nước sốt, bánh mì cuộn mềm, bánh sừng bò hoặc chocolate. Phù hợp cho những người bị dị ứng hoặc không dung nạp sữa hoặc các sản phẩm từ sữa hoặc những khách có lượng đường lactose thấp trong cơ thể.
Raw vegetable meal (RVML): Phần ăn chủ yếu là rau sống và xà lách.
Vegetarian oriental meal (VOML): Chứa trái cây và rau. Không chứa thịt, cá, trứng hoặc các sản phẩm từ sữa. Phần ăn được làm theo kiểu Trung Quốc.
Vegetarian jain meal (VJML): Chỉ chứa các loại rau không ăn củ. Không chứa bất kỳ loại rau củ nào như hành, gừng, tỏi, khoai tây, cà rốt hoặc phụ phẩm động vật / động vật. Phần ăn được làm theo kiểu Châu Á.
Vegetarian meal (VGML): Chứa tất cả các loại trái cây và rau. Không chứa bất kỳ thịt, cá hoặc phụ phẩm động vật nào (như mỡ động vật trong bánh quy). Không chứa các sản phẩm từ sữa.

### Phần ăn trẻ em
Baby meal (BBML): Hành khách có trẻ sơ sinh nên mang theo những thức ăn quen thuộc và ưa thích của trẻ. Sữa hoặc bữa ăn cho trẻ được tiếp viên hâm nóng trên máy bay.
Child meal (Non-vegetarian) (CHML): Dành cho trẻ từ 2 - 12 tuổi. Phần ăn bao gồm bánh mì kẹp thịt, chả cá, gà viên, khoai tây chiên, khoai tây chiên giòn, pizza hoặc sô cô la